# Porto di Carbonifera
Il porto di Carbonifera è il porto turistico situato nell'omonima località del golfo di Follonica,  ai limiti meridionali del territorio comunale di Piombino e della provincia di Livorno.

## Storia
La tenuta di Vignale, prossima all'attuale porto e alle strutture create nei secoli lungo l'adiacente litorale marittimo, era proprietà dei Franceschi già dal XVI secolo.

### Il pontile ferroviario
Alla fine degli anni Quaranta del XIX Secolo, a poca distanza dalla vicina Torre Mozza e dalla suddetta tenuta, operò l'attracco di Carbonifera, realizzato per imbarcare la lignite estratta da Montebamboli che arrivava al mare grazie alla omonima ferrovia mineraria. Per permettere l'imbarco venne costruito un pontile dove i vagoni giungevano per gravità. La ferrovia fu chiusa a inizio del 1900 e stessa sorte seguirono le infrastrutture a servizio della miniera.

### La nascita del porto turistico
Nel 1970, presso la foce del fosso Valnera, fu creato un rifugio per piccole barche, nato sfruttando la protezione della scogliera. Successivamente si formò un circolo pescatori, il quale gestiva i posti barca nella sola parte demaniale relativa alla scogliera. Nel 1985 viene la trasformazioni da circolo a cooperativa Pescatori Carbonifera, con l’intento e l’impegno di raggiungere una concessione demaniale per la realizzazione di un impianto di punto ormeggio regolare di cui la legge regionale 36/79.

## Caratteristiche
Carbonifera è una base nautica sorta sul fosso Valnera che sfocia in mare nel Golfo di Follonica, poco a sud di Piombino. Dista meno di 10 km dal centro di Follonica e circa 12 km dal porto di Piombino. 
L'approdo turistico, segnalato da una coppia di fari, è caratterizzato da bassi fondali ed è fruibile soltanto da piccole imbarcazioni di lunghezza non superiore ai 7 metri. In totale, vi sono circa 150 posti barca. L'ingresso e l'uscita possono risultare estremamente difficoltosi con forti venti meridionali.